# جزیره لیب
جزیره لیب (به لاتین: Lib Island) یک جزیره در جزایر مارشال است که در زنجیره رالیک واقع شده‌است. جزیره لیب ۰٫۹۳ کیلومتر مربع مساحت و ۱۱۵ نفر جمعیت دارد و ۳ متر بالاتر از سطح دریا واقع شده‌است.